# Кзыл-Чишма (Чувашия)
Кзыл-Чишма́ (чув. Ксыл-Чишма, тат. Кызыл Чишмә) — деревня в Батыревском районе Чувашской Республики. Административный центр Кзыл-Чишминского сельского поселения. На территории деревни находится Молодёжный общественный центр МОЦ "Сэлэт-Батыр" (тат. Сәләт-Батыр).

## География
Расстояние до столицы республики — города Чебоксары — 161 км, до районного центра — села Батырево — 28 км, до железнодорожной станции 82 км. Расположена на берегах реки Бюле́ (левый приток реки Карла́). Ближайшими деревнями являются Новые Чепкасы, Красномайск, Алманчиково, Старое Арланово.

## История
В 1650 году в деревне было 9 домов и 1 мечеть. 
В 1780 году при создании Симбирского наместничества, существовали две деревни: деревня Уби Начарова, при суходоле, служилых татар, крещеных татар, тут же деревня Начар Убеева (ныне Красномайск), при суходоле, крещеных чуваш, которые вошли в состав Буинского уезда.
С 1796 года деревня Убей-Начарово входила в состав 2-го стана, затем Батыревской волости Буинского уезда Симбирской губернии, в которой находилась: магометанская мечеть.
В 1868 году в деревне 51 владение (152 мужчин и 291 женщин).
22 декабря 1928 года постановлением Президиума ВЦИК селение Убе́й-Нача́рово переименовано в Кзыл-Чишма.
Деревня славится своими умелыми выходцами которые стали известными и не только.

## Школа
С 1934 года Кзыл - Чишминская семилетняя школа. С 15 августа 1960 года Кзыл-Чишминская восьми летняя школа. С 1 сентября 1982 года Кзыл-Чишминская средняя школа. С 1 февраля 1996 года Кзыл-Чишминская СОШ. С 25 августа 2002 года Кзыл-Чишминская ООШ. С 1 сентября 2003 года МОУ "Кзыл-Чишминская основная общеобразовательная школа". С 14 июля 2011 года МБОУ "Кзыл-Чишминская начальная общеобразовательная школа".
С конца 2022 года МОЦ "Сәләт-Батыр".

## Население
| 2010 | 2012 |
| ---- | ---- |
| 557  | ↗702 |

По данным Всероссийской переписи населения 2002 года в деревне проживал 678 человек, численно преобладающая национальность — татары (100%).
По оценкам на 2022 год в деревне проживало 417 человек.

## Известные люди
Сафина Гузелия Мухарямовна Заместитель генерального директора АО "ТАИФ" по экономике и финансам. Дата рождения 20 Августа 1955.
Сулейманов Джавдет Шевкетович
Основатель детского лагеря Сәләт.
Дата рождения 15 марта 1955.

## Органы власти
В рамках организации местного самоуправления с 2004 по 2022 гг. в границах сельского поселения существовало муниципальное образование Кзыл-Чишминское сельское поселение . Упразднено законом от 29 марта 2022 года в рамках преобразования муниципального района со всеми входившими в его состав поселениями путём их объединения в муниципальный округ . С 1 января 2023 года функционирует Кзыл-Чишминский территориальный отдел .
Ведущий специалист-эксперт территориального отдела .
В состав территориального отдела входят деревни Кзыл-Чишма, Новые Чепкасы и Красномайск.

## Инфраструктура
Имеются школа, офис врача общей практики, клуб, библиотека, отделение связи, 4 магазина, предприятие общественного питания.
Улицы: Комсомольская, Ленина, Молодежная, Садовая, Советская, Центральная, Чапаева, Ш. Рахимова.
Переулки: Г. Тукая, Титова. В конце 2022 года в деревне был введён в работу реконструированное здание Кзыл-Чишминской СОШ на базе детского лагеря Сәләт-Батыр.

## Памятники и памятные места
- Монумент Славы с мемориальной доской павшим в Великой Отечественной войне воинам (ул. Шакира Рахимова)[15].